# Snowy Mountains
De Snowy Mountains, vaak kortweg The Snowies, zijn het hoogste gebergte op het vasteland van Australië, met de top van Mount Kosciuszko als hoogste punt (2.228 meter).
Het gebergte ligt in zijn geheel in de deelstaat New South Wales en vormt het hoogste deel van de Australische Alpen. Zoals de naam suggereert, valt er jaarlijks (meestal in juni, juli en augustus) sneeuw in dit gebied, wat elders in Australië zeldzaam is. Op 28 juni 1994 werd hier de laagste temperatuur ooit in Australië gemeten, −23 °C.

## Geografie
Tijdens de kwartaire ijstijd waren er gletsjers in dit gebied. De enige vijf gletsjermeren in Australië liggen in de Snowies. De Snowy River heeft hier zijn oorsprong.

## Ecologie
Door de grote hoogteverschillen omvatten de Snowies diverse ecosystemen, waarbij de hoogst gelegen gebieden het kwetsbaarst zijn, zowel door toerisme als door bosbranden.

### Flora

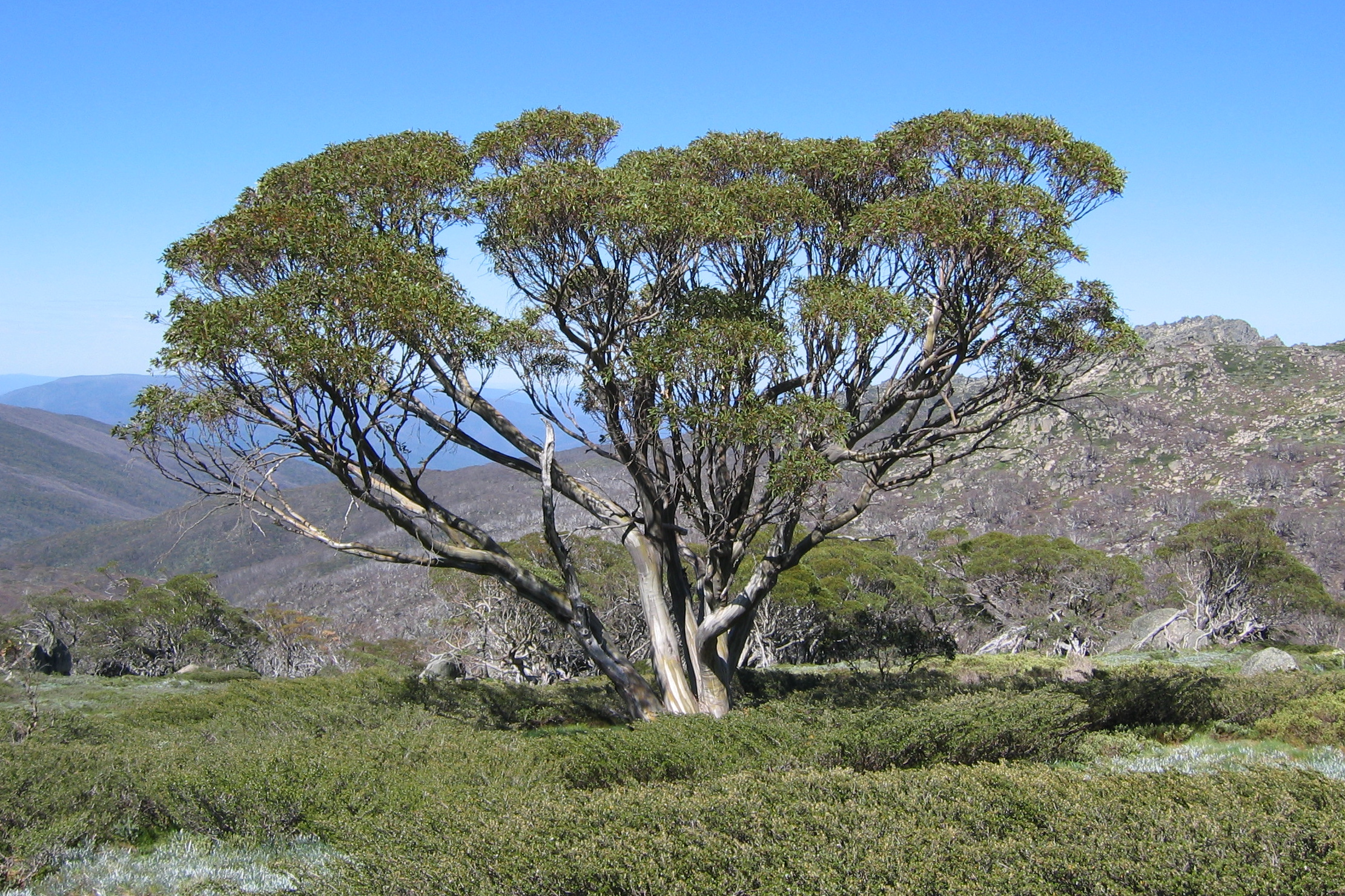
Eucalyptus pauciflora in Nationaal park Kosciuszko

In de hoger gelegen delen komt de boomsoort Eucalyptus pauciflora veel voor.

### Fauna
De Snowies huisvesten meerdere bedreigde diersoorten, waaronder de corroboreeschijnpad en de Burramys parvus. Ook komen er wilde paarden voor.

## Skiën

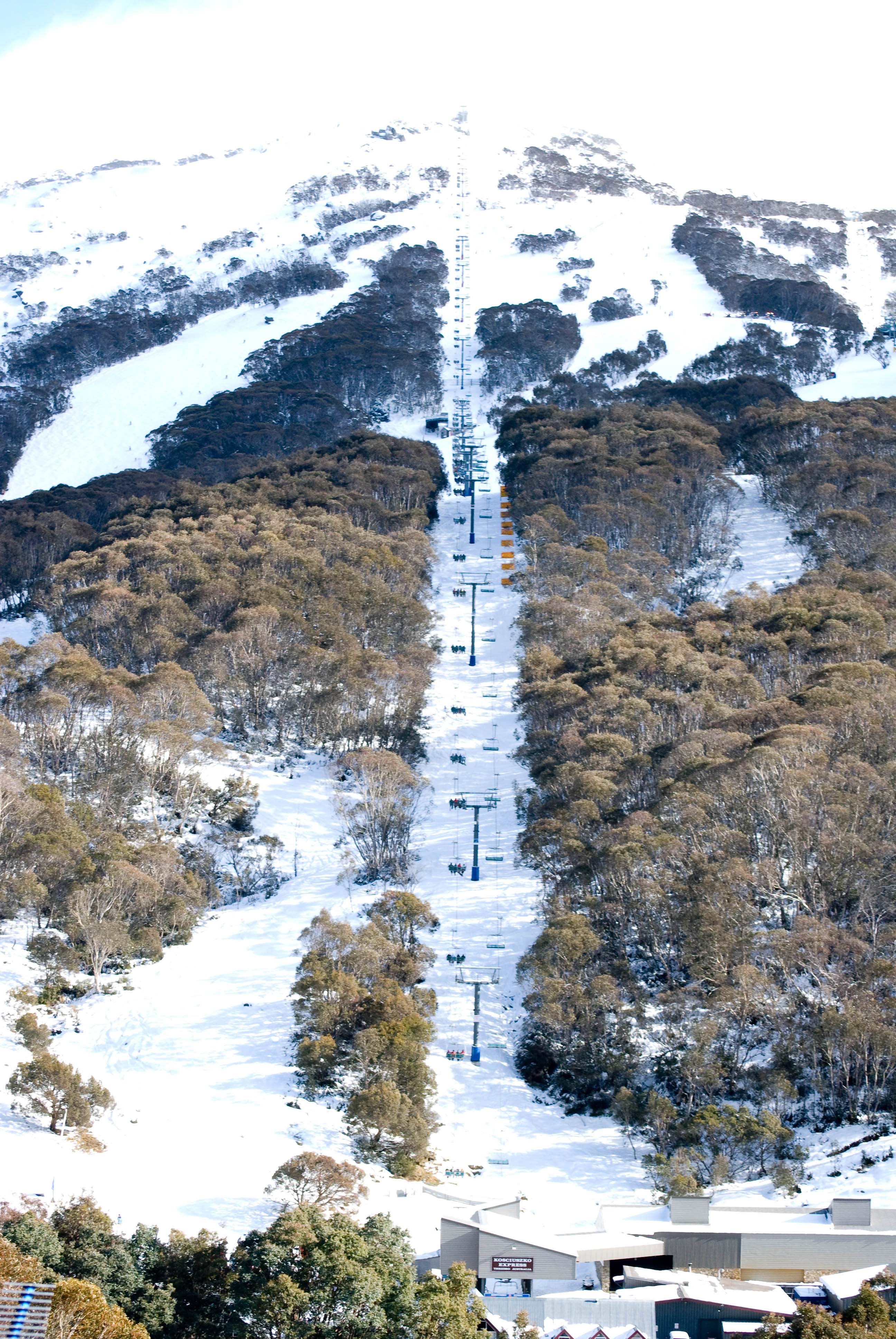
Skifaciliteiten bij Thredbo

Vanaf 1859 vormde het dorpje Kiandra het middelpunt van een goudkoorts die niet lang zou duren, maar later wel de aanzet gaf tot de ontwikkeling van de streek als skigebied.